# Continu de la Virtualitat
El concepte de Continu de la Virtualitat o Virtuality Continuum en anglès, va ser definit per primera vegada l'any 1994,per Paul Milgram i Fumio Kishino.
El Continu de la Virtualitat és un concepte que serveix per descriure que existeix una escala contínua que oscil·la entre el que es pot definir com a completament virtual, és a dir, una realitat virtual, i allò que és completament real (la Realitat). Així que intenta abastar totes les possibles variacions i composicions d'objectes virtuals i reals.

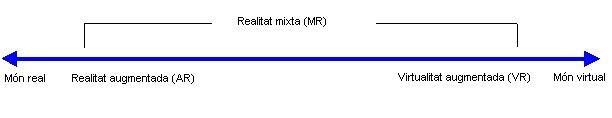
Esquema del Continu de la Vitualitat definit per P. Milgram i F. Kishino

D'esquerra a dreta va augmentant el grau d'estímuls generats per ordinadors. A l'extrem dret es troba el que s'anomena realitat virtual immersiva, on tots els estímuls són generats per ordinador. En canvi, a l'extrem esquerre es troba el que és totalment real, és a dir, persones, objectes, plantes... físiques, que es poden tocar i sentir com estem acostumats a fer-ho en la vida quotidiana.
L'àrea compresa entre els dos extrems, on la realitat i la virtualitat es mesclen, es troba el que és conegut com a realitat mixta. És a dir, que consisteix en l'anomenada realitat augmentada, on la virtualitat fa augmentar la realitat (enriqueix la realitat tot introduint objectes virtuals en ella), i l'anomenada virtualitat augmentada, on la realitat augmenta la virtualitat (enriqueix la virtualitat tot introduint objectes reals en ella).